# Kulturåret 1710

## Födda
- 4 januari – Giovanni Battista Pergolesi (död 1736), italiensk kompositör.
- 30 januari – Nils Dahl (död 1793), svensk konsthantverkare och silversmed.
- 15 april – Marie Camargo (död 1770), fransk dansös.
- 26 april – Thomas Reid (död 1796), skotsk filosof.
- 8 maj – Peter Anton von Verschaffelt (död 1793), flamländsk skulptör och arkitekt.
- 27 augusti – Giuseppe Vasi (död 1782), italiensk gravör och konstnär.
- 22 november – Wilhelm Friedemann Bach (död 1784), tysk kompositör och organist.

## Avlidna
- 5 januari – Gustaf Lillieblad (född 1651), svensk orientalist och biblioteksman.
- 14 mars – Petter Rudebeck (född 1660), svensk militär och göticistisk lokalhistoriker.
- 10 maj – Georg Dietrich Leyding (född 1664), tysk kompositör.
- juni – Anton Fredrik von Cöllen (född omkring 1668), tysk-svensk dekorationsmålare.
- 3 november – Maria de Croll, diskantist vid Hovkapellet.
- 21 november – Bernardo Pasquini (född 1637), italiensk tonsättare och organist.
- 29 november – Reinhold de Croll (född 1673), svensk tonsättare, organist, klockspelare och hovkapellist.
- okänt datum – Anna Maria Thelott (född 1683), svensk konstnär.
- okänt datum – Gaspar Sanz (född 1640), spansk kompositör.
- okänt datum – Madeleine Boullogne, fransk målare.